# فرد يونغ (سياسي)
فرد يونغ هو سياسي كندي، ولد في 14 فبراير 1907 في نيو برونزويك في كندا، وتوفي في 13 ديسمبر 1993 في تورونتو في كندا. حزبياً، نشط في الحرب الديمقراطي الجديد لأونتاريو. وقد انتخب عضو برلمان مقاطعة أونتاريو.